# Petropawliwka (rejon kupiański)
Petropawliwka (ukr. Петропавлівка) – wieś na Ukrainie, w obwodzie charkowskim, w rejonie kupiańskim. W 2001 liczyła 2486 mieszkańców, spośród których 2301 posługiwało się językiem ukraińskim, 167 rosyjskim, 8 mołdawskim, 2 białoruskim, a 8 innym.